# Benoibates excavatus
Benoibates excavatus är en kvalsterart som först beskrevs av Tyler A. Woolley 1961.  Benoibates excavatus ingår i släktet Benoibates och familjen Oripodidae. Inga underarter finns listade.